# Ilex dioica
Ilex dioica är en järneksväxtart som beskrevs av August Heinrich Rudolf Grisebach. Ilex dioica ingår i släktet järnekar, och familjen järneksväxter. Utöver nominatformen finns också underarten I. d. fendleri.